# Aellopos ceculus
Aellopos ceculus es una polilla de la  familia Sphingidae. Vive principalmente en la parte norte de América del Sur pero se tiene constancia de que en su límite norte vuela en México.
Su envergadura de ala va de 42 a 47 mm. Pueda ser distinguida de otras especies de Aellopos  por el amarillo en su banda mediana  localizada en la parte superior de sus alas traseras.
Los adultos vuelan por encima de un año en Costa Rica. Hay probablemente tres generaciones principales, (Voltinismo), con adultos que vuelan de diciembre a enero, abril a mayo y en septiembre.
Las larvas se alimentan de varias especies de Rubiaceae.

## Sinonimia
- Sphinx ceculus Cramer, 1777
- Macroglossum fasciatum Swainson, 1823
- Sesia gehleni Closs, 1922

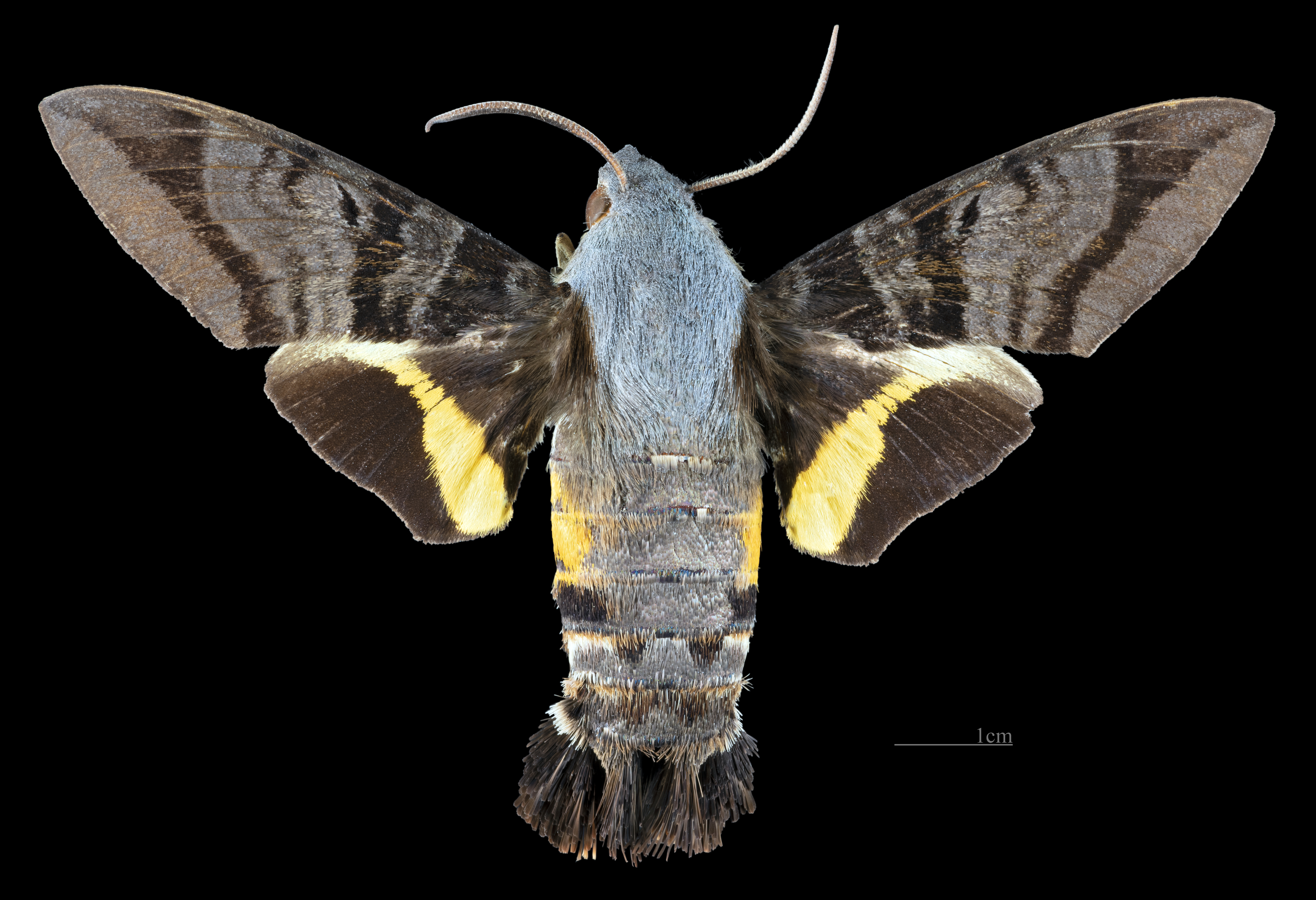
Aellopos ceculus ♂
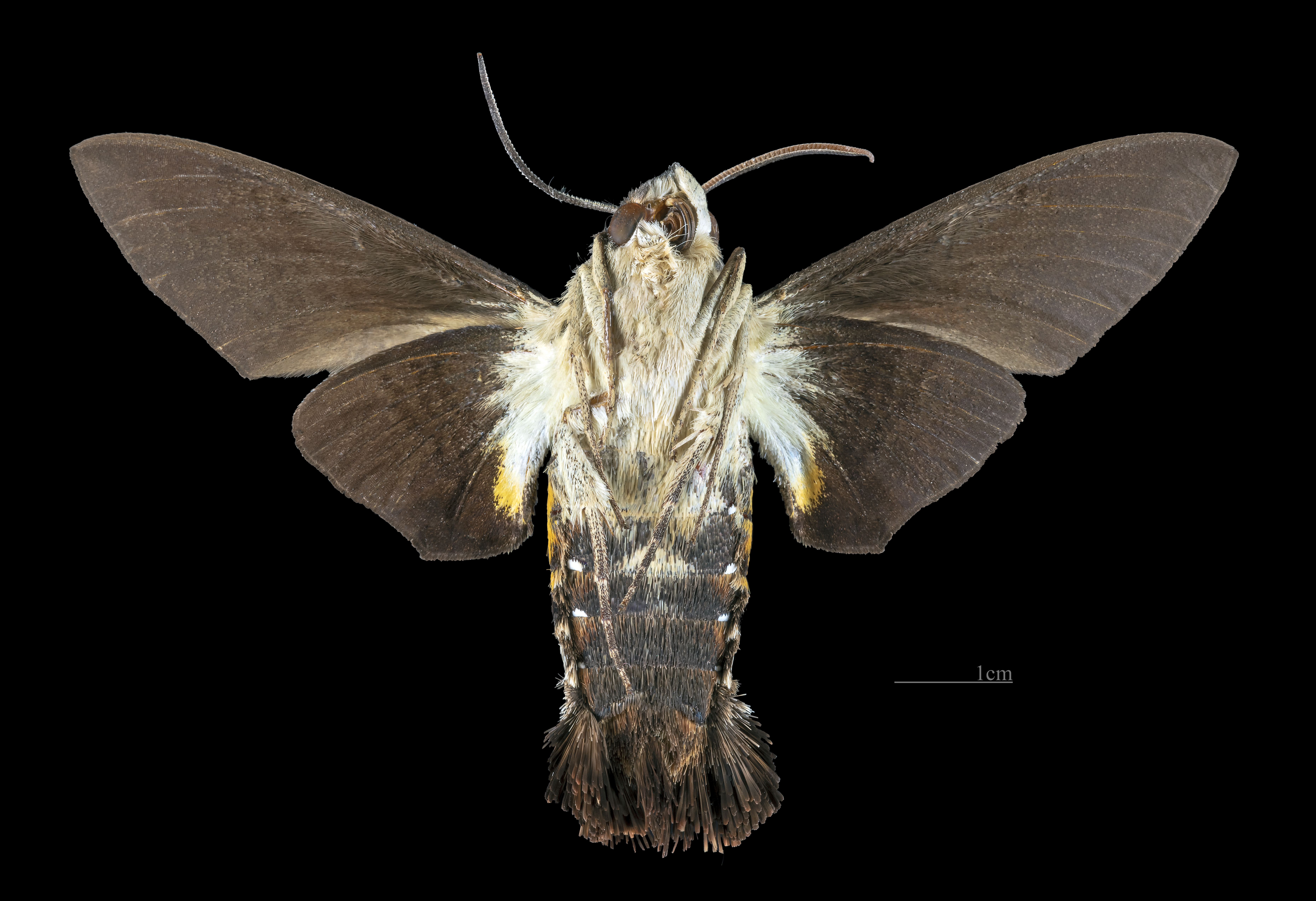
Aellopos ceculus ♂  △
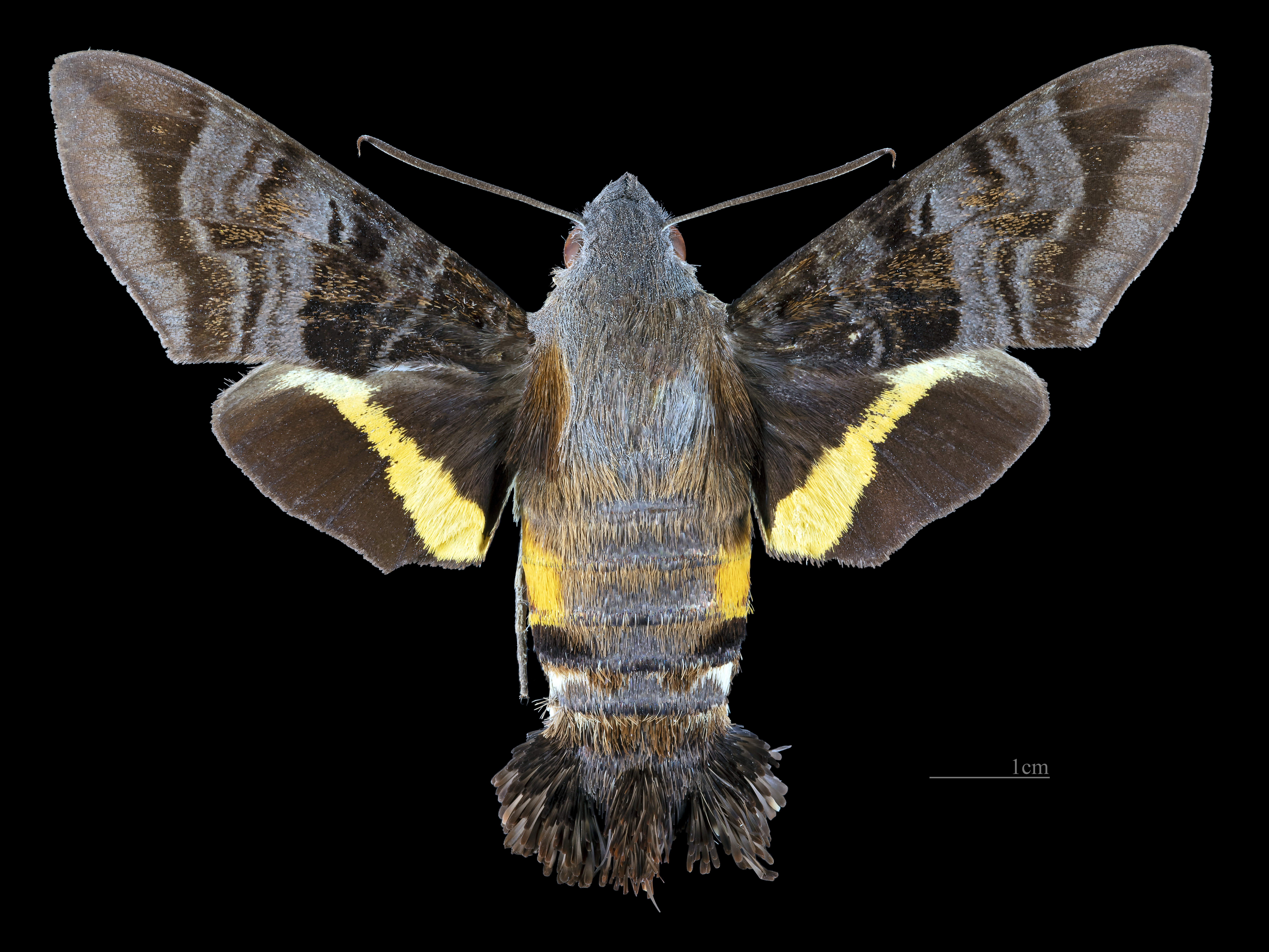
Aellopos ceculus ♀
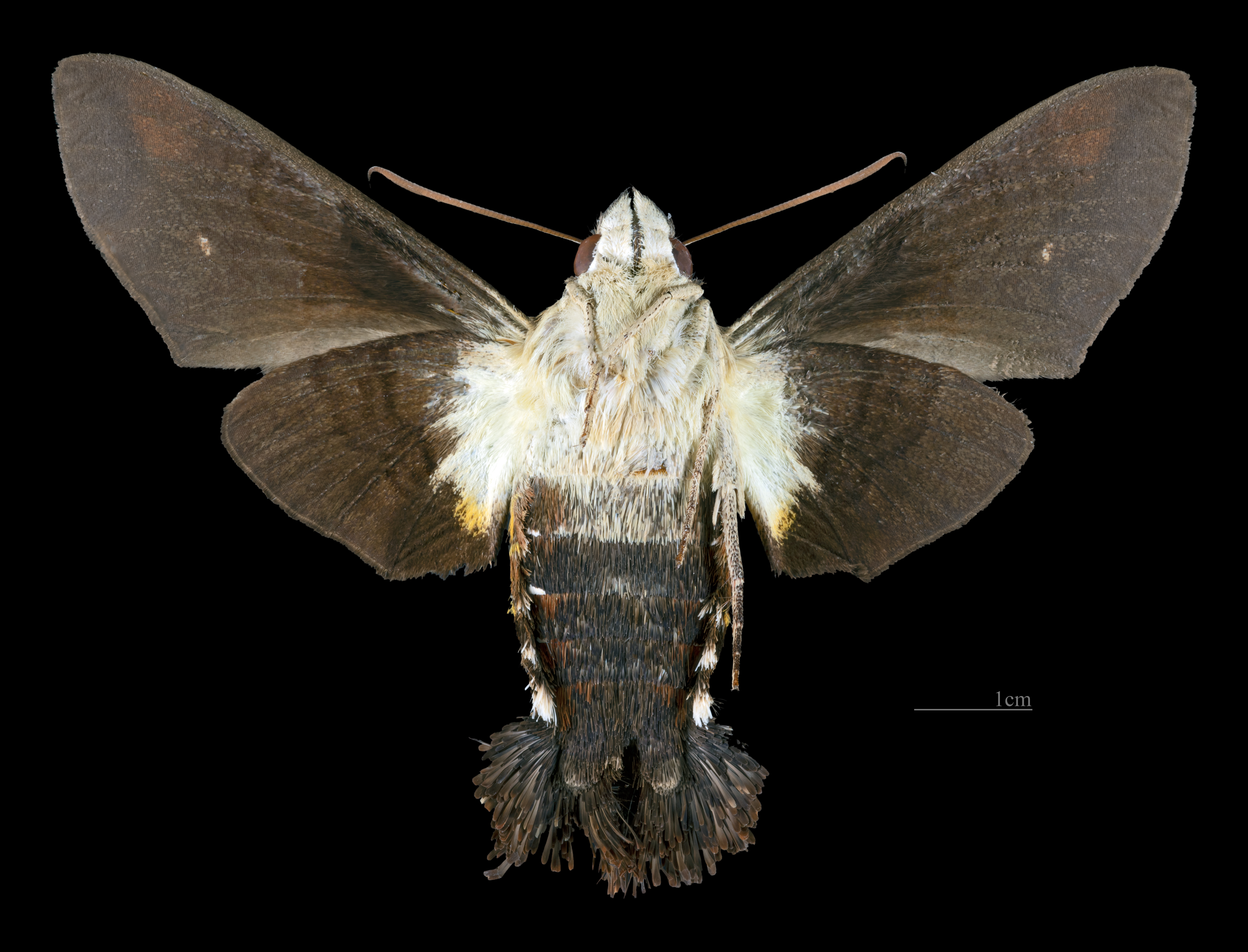
Aellopos ceculus  ♀ △